# Music inspired by The Snow Goose

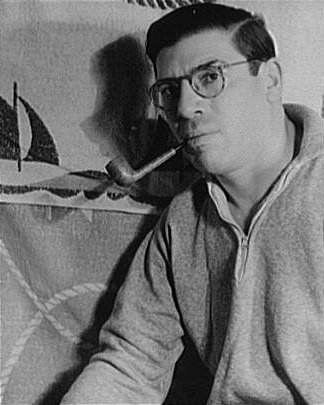
Gallico tegen roken maar met pijp

Music inspired by The Snow Goose is het derde muziekalbum van de Britse rockgroep Camel. Het album werd in 1975 uitgegeven. De band combineerde twee zaken in dit album. Ze wilden na de succesvolle track "White Rider" (gebaseerd op In de Ban van de Ring van Tolkien) van het vorige album Mirage weer een op een boek gebaseerd product afleveren, liefst met zo weinig mogelijk zang. Camel had in die dagen geen goede zanger, die kwam pas met Richard Sinclair op Rain Dances.

## Geschiedenis
Datzelfde Mirage gaf problemen vanwege de hoes. Deze leek (inclusief logo) te veel op het doosje behorende bij Camel-sigaretten, het zou een langlopende kwestie worden. Ook het album met de originele titel The Snow Goose ging problemen opleveren.
De vier bandleden mochten elk hun favoriete boektitel inleveren en de groep zou beslissen voor welk boek ze zouden gaan. In eerste instantie was het de wens van Bardens, die werd ingewilligd. Het door hem aangedragen boek Siddhartha van Hermann Hesse werd deels vertaald naar muziek. Camel was al op weg met de song Riverman (juni 1974), toen ze maar niet verder kwamen. Vervolgens werd gekeken of Steppewolf van diezelfde schrijver het gewenste resultaat zou opleveren. Dat bleek niet het geval.
Als derde alternatief kwam naar voren een novelle van Paul Gallico, The Snow Goose. Ferguson had het aangedragen en de werkzaamheden vlotten snel. Op 30 september en 1 oktober 1974 waren de eerste deeltjes zover gevorderd dat ze werden uitgevoerd in The Marquee Club. Vlak daarna gingen ze op tournee met Wishbone Ash en in januari 1975 begonnen ze het stuk in de studio verder uit te werken. Voor de orkestratie werd na advies van Andy Ward David Bedford aangetrokken, hij was componist en had eerder Mike Oldfields Tubular Bells van een orkestpartij voorzien (later volgde nog een gehele versie voor orkest). De band verzocht toen de uitgeverij van Gallico om het werk te gebruiken. De uitgeverij weigerde dat omdat net daarvoor al toestemming was gegeven aan de componist Ed Welch en Spike Milligan het verhaal als basis voor een compositie te gebruiken. De uitgeverij keek daarbij met een schuin oog naar de bandnaam, deze kon in verband gebracht worden met het sigarettenmerk en Gallico was fervent tegen roken (alhoewel hij wel eens met een pijp gesignaleerd is). De hoes voor het album was al bijna af en ergens moest nog wat tussen geplaatst worden: Music Inspired by, hetgeen nog steeds duidelijk zichtbaar is op de hoes. Deze kwestie tussen schrijver en band bleef ook lang doorsudderen. Het album is nagenoeg overal bekend onder de originele titel The Snow Goose.
De manager van Camel probeerde voor album en tournee een sponsoring los te krijgen van Camel; zo stelde hij voor tijdens concert Camelsigaretten te verkopen en een van de nummers Twenty to the pack te noemen; iets waar de band niet mee akkoord ging.

## Verhaal

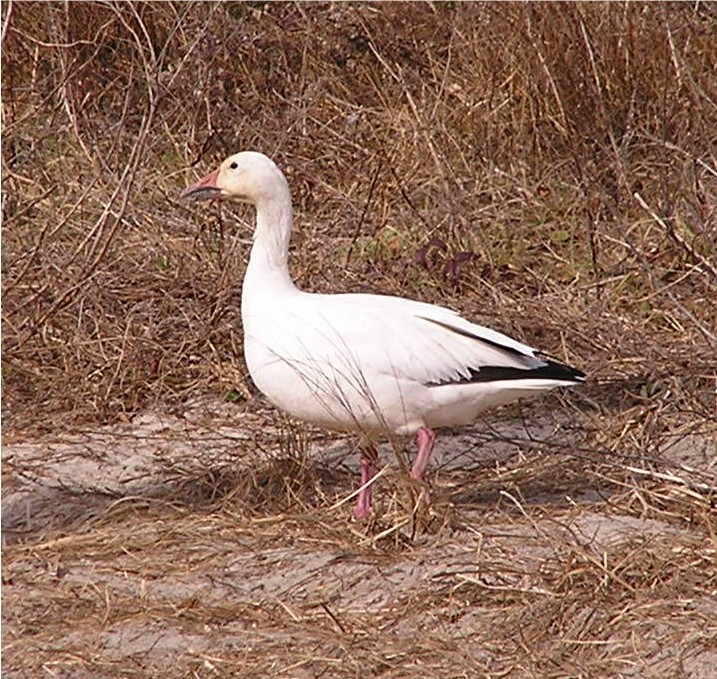
Sneeuwgans

Het verhaal gaat over Paul Rhayader (waarschijnlijk Gallico zelf) en een meisje Fritha, die samen een sneeuwgans verzorgen, deze is getroffen door een geweerschot. Rhayader woonde daarbij in een vuurtoren en Fritha woonde in het moerasgebied van Essex. Als Rhayader zichzelf inzet met zijn boot om Britse soldaten uit Duinkerken te halen in het kader van Operatie Dynamo reist de vogel mee. Rhayader wordt, na vele mensen gered te hebben, getroffen en alleen de vogel keert uiteindelijk terug en vliegt daarbij langs Fritha, die het als een teken ziet, dat de ziel van Rhayader naar de hemel is gegaan. Even later wordt de vuurtoren getroffen door een actie van een Duitse piloot, waarbij slechts één foto gespaard blijft. Een foto genomen door Rhayader van Fritha met de gewonde vogel in haar armen bij hun eerste ontmoeting.

## Muziek
Het album bevat alleen instrumentale muziek, het orkest is sporadisch te horen, slechts af en toe komt het orkest naar voren. Toch bleek het album live niet goed uit te voeren, de schaarse orkestmuziek bleek toch een grote invloed te hebben in het geheel. Uiteindelijk zou het werk pas 17 oktober 1975 in zijn geheel uitgevoerd worden door Camel, het London Symphony Orchestra onder leiding van David Bedford. Opnamen werden pas vrijgegeven met het album A Live Record uit 1977. Daarvoor moest men het doen met steeds enkele delen of een uittreksel van het studioalbum. In 2013, nadat Andy Latimer was hersteld van een ernstige ziekte, kwam het tot een complete heruitgave van dit album. Het verhaal gaat dat bij de originele opnamen Latimer en Ferguson de vleugelklanken van de ganzen probeerden na te bootsen door met duffelcoats voor de microfoons vliegbewegingen te maken. 

## Musici
- Andrew Latimer: gitaar, dwarsfluit
- Peter Bardens: synthesizers, orgel
- Doug Ferguson: basgitaar
- Andy Ward: slagwerk

## Composities
Er zijn inmiddels vijf versies in omloop. De elpee en eerste compact disc-versie (al dan niet Japanse persing) hadden 16 tracks (de eerste 16 van het onderstaand overzicht). In 2002 kwam de geremasterde versie in omloop met alleen CD1 van onderstaand overzicht. In 2009 volgde een luxe editie met ook CD2; deze mist track 19 van CD1, maar hield een CD2 in zich. Ten slotte kwam in november 2013 de op eigen label geproduceerde, deels opnieuw bewerkte versie uit met weer de eerste 16 tracks van de elpee, onder nummer CP0014CD. De tracks 8. 9. en 13. kregen een revisie van Latimer.  Dit album is opgedragen aan Peter Bardens. 
Muziek door Latimer en Bardens, behalve "Freefall" door Bardens alleen.

### CD 1
1. "The Great Marsh" – 2:02
2. "Rhayader" – 3:01
3. "Rhayader Goes to Town" – 5:19
4. "Sanctuary" – 1:05
5. "Fritha" – 1:19
6. "The Snow Goose" – 3:11
7. "Friendship" – 1:43
8. "Migration" – 2:01
9. "Rhayader Alone" – 1:50
10. "Flight of the Snow Goose" – 2:40
11. "Preparation" – 3:58
12. "Dunkirk" – 5:19
13. "Epitaph" – 2:07
14. "Fritha Alone" – 1:40
15. "La Princesse Perdue" – 4:43
16. "The Great Marsh (Reprise)" – 1:20

BONUS TRACKS
1. "Flight of The Snow Goose" (Single Edit) - 2:05
2. "Rhayader" (Single Edit) - 3:09
3. "Rhayader Goes to Town" (Recorded Live at The Marquee Club) - 5:07
4. "The Snow Goose / Freefall" (Recorded Live at The Marquee Club) - 11:02

### CD 2
1. "Rhayader Goes to Town" – 5:08
2. "Sanctuary" – 1:12
3. "The Snow Goose – Migration" - 3:31
4. "Rhayader Alone" – 1:43
5. "Flight of the Snow Goose" – 2:56
6. "Preparation" – 2:04
7. "Dunkirk" – 5:10
8. "Epitaph" – 1:16
9. "La Princesse Perdue" – 4:40
10. "The Great Marsh" – 1 :57
11. Selections form The Snow Goose – 9:39.

De tracks 1 tot en met 11 zijn afkomstig van de BBC, opgenomen tijdens een concert in 1975. Track 12 bestaande uit The Snow Goose, Friendship en Rhayader Goes to Town) is afkomstig uit de BBC-muziekserie The Old Whistle Test, eveneens 1975.

## Productie
Het productieteam stond onder leiding van David Hitchcock, later producer van Genesis. Geluidstechnicus was Rhett Davies, die later producer van Camel zou worden. Het album werd opgenomen in de Island Studios in Londen met overdubs in de Decca Studio.

## Discografie
- april 1975, lp-versie op Decca 291034
- 22 september 1998, cd-versie
- 15 mei 2001, Japanse cd-versie
- 3 juni 2002, geremasterde versie op London 822929-2
- 31 maart 2009, de luxe editie op Decca 531 4614
- 4 november 2013, versie met gedeeltelijke re-edits opgedragen aan Peter Bardens, CP0014CD

## Singles
Er werden twee singles getrokken; onbekend is of ze ook in Nederland werden uitgegeven:
- 1975 – Flight of the Snow Goose / Rhayader
- 1975 – The Snow Goose / Freefall

## Andere uitgave
De uitgave van Ed Welch verscheen op RCA Records RS1008 in 1976; met Spike Milligan en opvallend: het London Symphony Orchestra. De delen:
1. The Marshland Theme
2. Rhayader's Theme
3. Snow Goose Theme
4. Fritha's Theme
5. The Goose Walk
6. Walking By The Sea
7. The Lonely Man
8. Goose Conversations
9. Sailing